# Campeonato Uruguayo de Primera División 1927
El Campeonato Uruguayo 1927 constituyó el 25.º torneo de primera división del fútbol uruguayo organizado por la AUF, luego de que la edición 25, disputada en 1925, quedara trunca, y se suspendiera el torneo al año siguiente.
Este torneo consistió en un campeonato a dos ruedas de todos contra todos. En él participaron 20 equipos, siendo el torneo con mayor cantidad de participantes de la historia.
El vencedor fue Rampla Juniors, que se coronó campeón uruguayo por única vez en su historia.

## Antecedentes
Después del cisma de 1922, con la desafiliación de Central y Peñarol de la Asociación Uruguaya de Football (AUF) y la fundación por parte de estos clubes de la Federación Uruguaya de Football (FUF), el fútbol uruguayo se encontraba dividido en dos organismos que disputaban sus campeonatos por separado. En 1925, mediante el Laudo Serrato, el gobierno uruguayo intervino para recomponer la situación y dictaminó la interrupción los torneos que se estaban llevando a cabo. Para ese momento, el campeonato de la AUF era liderado por Nacional, que fue declarado «Primero e invicto», pero no «Campeón».
En 1926 tampoco se realizó el campeonato uruguayo. En su lugar, el Consejo Provisorio del Football Nacional dispuso la disputa de un torneo provisorio denominado «Héctor R. Gómez», que se habría de desarrollar en dos series y serviría para clasificar a los clubes al campeonato de 1927.
En la Serie A participaron todos los clubes que integraban la primera división de la Asociación en el momento de la separación. Se establecía además que todos ellos seguirían integrando la primera división en el año 1927, cualquiera fuese la ubicación que lograran en la tabla del campeonato en disputa. El resto de los participantes del torneo (hasta completar 20) obtendría la clasificación disputando la Serie B, que estaba integrada por los equipos remanentes de las primeras divisiones de ambas asociaciones. Eran 16 equipos: Bella Vista, Capurro, Fénix y Racing por la AUF y Cerro, Chaná, Colón, Defensor, Misiones, Olimpia, Peñarol del Plata, Roland Moor, Rosarino Central, Solferino, Sud América y Uruguayo por la FUF.

## Sistema de disputa
El campeonato consistió en un torneo a dos ruedas de todos contra todos, con 20 equipos participantes. El Torneo de Consejo Provisorio de 1926, determinó que para la reanudación del Campeonato Uruguayo lograran incorporarse a la primera división diez equipos: Capurro, Central, Cerro, Defensor, Misiones, Olimpia, Peñarol, Rosarino Central, Solferino y Sud América. A su vez, dicho torneo determinó el descenso de la primera división de Fénix. 
En desarrollo, a través de las dos series del Torneo del Consejo Provisorio de 1926, los clubes obtuvieron el derecho a participar del Campeonato Uruguayo de 1927. Por la Serie A clasificaron 10 de los 12 equipos que en 1922 participaron del campeonato uruguayo, ya que Charley y Dublin dejaron de disputar campeonatos oficiales. Estos clubes fueron: Belgrano, Central, Lito, Liverpool, Nacional, Peñarol, Rampla Juniors, Universal, Uruguay Onward y Wanderers. Por la Serie B clasificaron otros 10: Bella Vista, Capurro, Cerro, Defensor, Misiones, Olimpia, Racing, Rosarino Central, Solferino y Sud América. Estos 20 equipos fueron los integrantes del Campeonato Uruguayo de Fútbol de 1927.

## Equipos participantes

### Relevos temporada anterior
| Club             | Ascendido como                                                          |
| ---------------- | ----------------------------------------------------------------------- |
| Capurro          | Torneo del Consejo Provisorio (Serie B)                                 |
| Central          | Reincorporado por decisión del Consejo Provisorio del Football Nacional |
| Cerro            | Torneo del Consejo Provisorio (Serie B)                                 |
| Defensor         | Torneo del Consejo Provisorio (Serie B)                                 |
| Misiones         | Torneo del Consejo Provisorio (Serie B)                                 |
| Olimpia          | Torneo del Consejo Provisorio (Serie B)                                 |
| Peñarol          | Reincorporado por decisión del Consejo Provisorio del Football Nacional |
| Rosarino Central | Torneo del Consejo Provisorio (Serie B)                                 |
| Solferino        | Torneo del Consejo Provisorio (Serie B)                                 |
| Sud América      | Torneo del Consejo Provisorio (Serie B)                                 |

| Club  | Descendido como                         |
| ----- | --------------------------------------- |
| Fénix | Torneo del Consejo Provisorio (Serie B) |

### Datos de los equipos
| Club                 | Ciudad     | Estadio                           | Capacidad | Fundación                | Temporadas | Temporadas Consecutivas | Títulos | 1924 |
| -------------------- | ---------- | --------------------------------- | --------- | ------------------------ | ---------- | ----------------------- | ------- | ---- |
| Belgrano             | Montevideo | Parque Erba                       |           | 1908                     | 6          | 6                       | -       | 8°   |
| Bella Vista          | Montevideo | Parque Olivos                     | 6.000     | 4 de octubre de 1920     | 2          | 2                       | -       | 2°   |
| Capurro              | Montevideo | Parque Narancio                   |           | 31 de octubre de 1914    | -          | -                       | -       | -    |
| Central              | Montevideo | Parque Fraternidad                |           | 5 de enero de 1905       | 14         | -                       | -       | -    |
| Cerro                | Montevideo | Parque Santa Rosa                 |           | 1 de diciembre de 1922   | -          | -                       | -       | -    |
| Defensor             | Montevideo | Parque Ricci                      |           | 15 de marzo de 1913      | -          | -                       | -       | -    |
| Lito                 | Montevideo | Parque Salvo                      |           | 1917                     | 4          | 4                       | -       | 9°   |
| Liverpool            | Montevideo | cancha en el Prado                |           | 15 de febrero de 1915    | 5          | 5                       | -       | 10°  |
| Misiones             | Montevideo | Parque Bolívar Céspedes (Maroñas) |           | 26 de mayo de 1906       | 1          | -                       | -       | -    |
| Nacional             | Montevideo | Gran Parque Central               | 15.000    | 14 de mayo de 1899       | 23         | 23                      | 11      | 1°   |
| Olimpia              | Montevideo | Parque Higiene y Salud            |           | 13 de marzo de 1922      | -          | -                       | -       | -    |
| Peñarol / CURCC      | Montevideo | Estadio Pocitos                   | 1000      | 28 de septiembre de 1891 | 22         | -                       | 7       | -    |
| Racing               | Montevideo | cancha en Reducto                 |           | 6 de abril de 1919       | 1          | 1                       | -       | 5°   |
| Rampla Juniors       | Montevideo | Parque Nelson                     |           | 7 de enero de 1914       | 3          | 3                       | -       | 3°   |
| Rosarino Central     | Montevideo | Parque Lugano                     |           |                          | -          | -                       | -       | -    |
| Solferino            | Montevideo | "Cancha de los huesos"            |           |                          | -          | -                       | -       | -    |
| Sud América          | Montevideo | Las Acacias                       |           | 15 de febrero de 1914    | -          | -                       | -       | -    |
| Universal            | Montevideo | Parque Salvo                      |           |                          | 13         | 13                      | -       | 11°  |
| Uruguay Onward       | Montevideo | "La Pileta"                       |           |                          | 5          | 5                       | -       | 7º   |
| Montevideo Wanderers | Montevideo | Estadio Belvedere                 |           | 15 de agosto de 1902     | 21         | 21                      | 2       | 6°   |

Notas: Los datos estadísticos corresponden a los campeonatos uruguayos oficiales. Las fechas de fundación son las declaradas por cada club. La columna «Estadio» refleja el estadio donde el equipo más veces juega de local, pero no indica que sea su propietario. Véase también: Estadios de fútbol de Uruguay.

## Tabla de posiciones

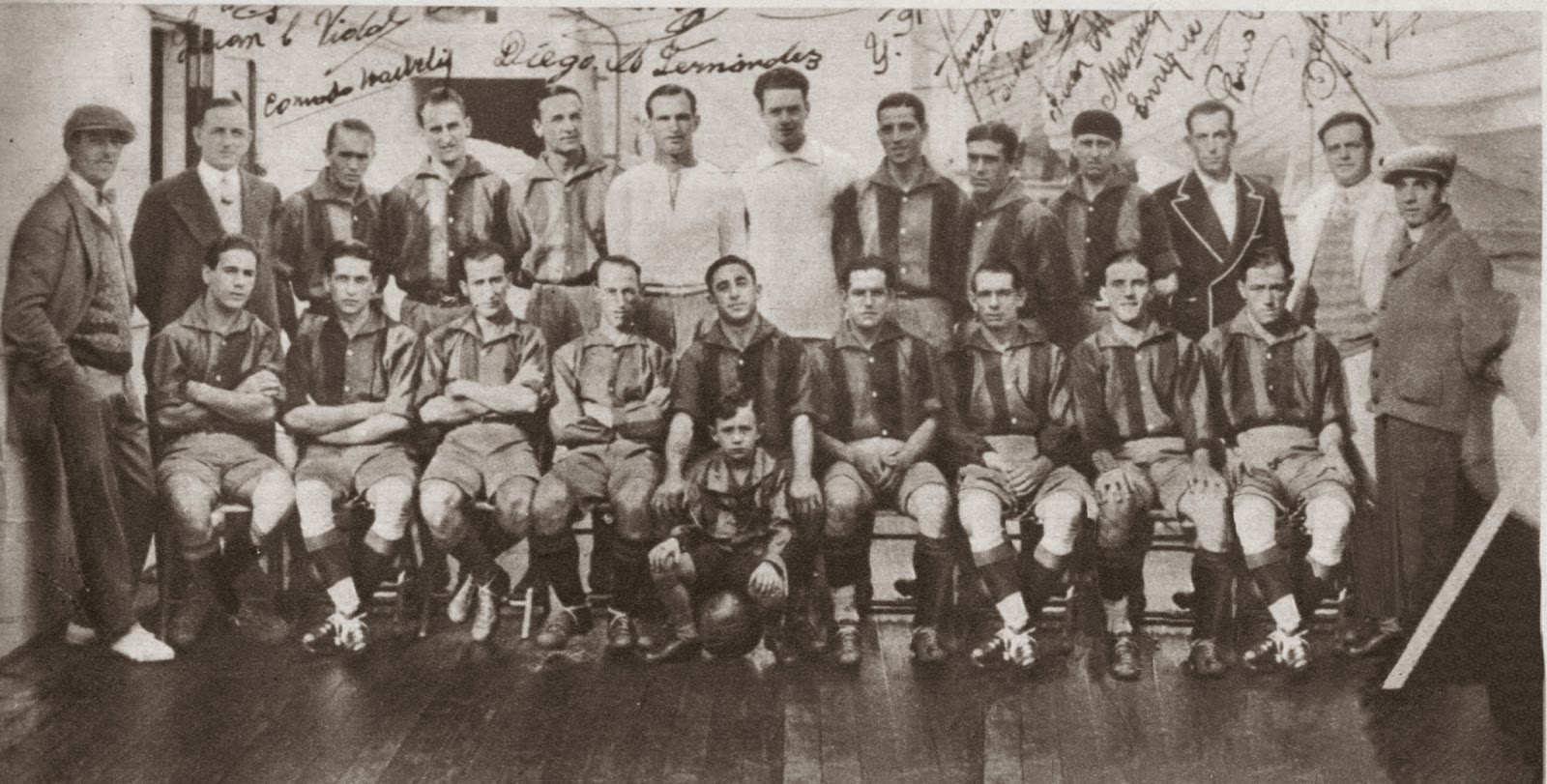
Equipo de Rampla Juniors de 1927, campeón del torneo.

|  | Pos. | Equipos              |  | PJ | PG | PE | PP | GF | GC | Dif. | Pts. |
|  | ---- | -------------------- |  | -- | -- | -- | -- | -- | -- | ---- | ---- |
|  | 1    | Rampla Juniors       |  | 38 | 25 | 7  | 6  | 63 | 19 | +44  | 57   |
|  | 2    | Peñarol              |  | 38 | 22 | 10 | 6  | 64 | 36 | +28  | 54   |
|  | 3    | Nacional             |  | 38 | 20 | 9  | 9  | 58 | 37 | +21  | 49   |
|  | 4    | Montevideo Wanderers |  | 38 | 21 | 6  | 11 | 66 | 36 | +30  | 48   |
|  | 5    | Sud América          |  | 38 | 16 | 13 | 9  | 48 | 32 | +16  | 45   |
|  | 6    | Defensor             |  | 38 | 16 | 11 | 11 | 58 | 40 | +18  | 43   |
|  | 7    | Misiones             |  | 38 | 18 | 6  | 14 | 51 | 38 | +13  | 42   |
|  | 8    | Olimpia              |  | 38 | 15 | 11 | 12 | 50 | 51 | -1   | 41   |
|  | 9    | Lito                 |  | 38 | 15 | 10 | 13 | 53 | 46 | +7   | 40   |
|  | 10   | Bella Vista          |  | 38 | 15 | 10 | 13 | 47 | 38 | +9   | 40   |
|  | 11   | Uruguay Onward       |  | 38 | 13 | 13 | 12 | 39 | 45 | -6   | 39   |
|  | 12   | Capurro              |  | 38 | 14 | 9  | 15 | 54 | 53 | +1   | 37   |
|  | 13   | Cerro                |  | 38 | 14 | 9  | 15 | 47 | 56 | -9   | 37   |
|  | 14   | Liverpool            |  | 38 | 13 | 10 | 15 | 37 | 53 | -16  | 36   |
|  | 15   | Racing               |  | 38 | 14 | 8  | 16 | 48 | 62 | -14  | 36   |
|  | 16   | Central              |  | 38 | 10 | 14 | 14 | 43 | 46 | -3   | 34   |
|  | 17   | Solferino            |  | 38 | 10 | 10 | 18 | 43 | 60 | -17  | 30   |
|  | 18   | Rosarino Central     |  | 38 | 8  | 8  | 22 | 27 | 50 | -23  | 24   |
|  | 19   | Belgrano             |  | 38 | 7  | 4  | 27 | 17 | 63 | -46  | 18   |
|  | 20   | Universal            |  | 38 | 2  | 6  | 30 | 24 | 78 | -54  | 10   |

|  | Campeón uruguayo.                      |
|  | Descienden a la Divisional Intermedia. |

|                                                  |
| Uruguay                                          |
| Campeón Uruguayo 1927 Rampla Juniors 1.er título |

### Equipos clasificados

#### Copa Aldao 1927
|   | Equipo         | Clasificación como                   |
| - | -------------- | ------------------------------------ |
| 1 | Rampla Juniors | Campeón del Campeonato Uruguayo 1927 |

## Estadísticas

### Goleadores
| Jugador          | Club           | Goles |
| ---------------- | -------------- | ----- |
| Pablo Terevinto  | Peñarol        | 15    |
| Julio Nieto      | Rampla Juniors | 13    |
| Conrado Bidegain | Rampla Juniors | 13    |